# Naruto Shippūden: Gekitō Ninja Taisen! Special
 (mars 2019).
Si vous disposez d'ouvrages ou d'articles de référence ou si vous connaissez des sites web de qualité traitant du thème abordé ici, merci de compléter l'article en donnant les références utiles à sa vérifiabilité et en les liant à la section « Notes et références ».
Naruto Shippūden: Gekitō Ninja Taisen Special (ナルト- 疾風伝 激闘忍者大戦! Special), est un jeu vidéo de combat basé sur le manga Naruto.
C'est le 6e opus de la série des Gekitō Ninja Taisen (Clash of Ninja). Ce jeu est sorti le 2 décembre 2010 au Japon.